# Florence Fulton Hobson
Florence Fulton Hobson (* 11. Februar 1881 Monasterevin, County Kildare; † 1. November 1978 Crawfordsburn, County Down) war die erste Frau in Irland, die im Royal Institute of British Architects (RIBA) als Architektin aufgenommen wurde.

## Leben und Werk

### Herkunft
Florence Hobson wuchs in Belfast auf. Ihre Familie gehörte zu den Quäkern. Ihre Mutter Mary Ann Bulmer Hobson (1857–1947) war Engländerin. Sie war eine Amateur-Archäologin und aktive Suffragette. Ihre Mutter war im Belfast Naturalists’ Field Club aktiv und wird in den Jahresberichten zwischen 1904 und 1913 häufig erwähnt. 1907 und 1909 veröffentlichte sie eine Reihe von archäologischen Artikeln, die von Florence Hobson illustriert wurden. Zusammen mit der Dichterin und Schriftstellerin Alice Milligan war Mary Ann Bulmer Hobson Gründerin der Irish Women’s Association in Belfast. Ihr Vater Benjamin Hobson (1852–1927) war Lebensmittelhändler aus Monasterevin, County Kildare. Der jüngere Bruder John Bulmer Hobson (1883–1969) war ein irischer Nationalist und spielte eine führende Rolle bei den politischen Ereignissen vor dem Osteraufstand 1916.

### Werdegang
Hobson besuchte die School of Arts in Belfast und wurde danach von 1899 bis 1903 im Büro von James John Phillips (1841 oder 1842–1935) und dessen Sohn James St. John Phillips (1870–1935) ausgebildet. 1903 bestand sie die Vor- und Zwischenprüfung der RIBA. Nach einem Umzug nach London arbeitete sie kurz für Guy Dawber (1861–1938) und 1903/04 für James Glen Sivewright Gibson (1861–1951) am neobarocken Rathaus von Walsall in der Nähe von Birmingham. Nach der Rückkehr nach Belfast war sie wieder bei J. J. Phillips sowie in zwei Abteilungen der Stadtverwaltung beschäftigt. Zuerst in der Vermessungsabteilung, für die sie Zeichnungen für ein Elektrizitätswerk anfertigte, bevor sie ab 1907 für vierzehn Jahre zur Royal Commission on Health and Housing wechselte. Zu ihren Projekten von 1905 bis 1911 gehörten zehn Arbeiterunterkünfte in Portadown (1905–06), eine presbyterianische Kirche in der Grosvenor Street in Belfast (1905), eine Desinfektionsstation (1907) und ein öffentlicher Schlachthof (1909), der von dem Architekten Henry Albert Cutler (1861–1952) entworfen worden war. Über die Projekte ab 1911 ist wenig bekannt.
Während ihrer Zeit bei der Stadtverwaltung Belfast unternahm sie eine dreimonatige, private Studienreise in die Schweiz und nach Deutschland. Sie setzte sich dort mit Wohnungsbau, Infrastrukturgebäuden und Städtebau auseinander. 1913 hielt sie einen Vortrag über Stadtplanung vor dem Belfast Naturalists’ Field Club, dessen Mitglied sie war. In der Belfaster Public Library behandelte sie das Thema „Town Planning and it’s Relation to Public Health“ in einem öffentlichen Vortrag. Sie plante, ein Expertengremium für ästhetischen und sozialen Städtebau in Belfast zu initiieren. Der Erste Weltkrieg verhinderte ihre Pläne.
Als freie Architektin realisierte sie die Renovierung eines Musikgeschäfts in der Howard Street in Belfast (1913) sowie ein Privathaus in Glendun Lodge in Cushendun (1914) für Ada McNeill, einer Freundin der Familie. In den Jahren 1914 bis 1915 errichtete sie ihr eigenes Haus in Carnalea bei Belfast. 1920/21 kamen in derselben Straße zwei weitere Häuser hinzu, eines für ihre Eltern und ein Investitionsobjekt. Im Jahr 1925 baute sie für ihren Bruder ein Wohnhaus, genannt „Firenze“ in Carnalea sowie einen Bungalow in Killiney bei Dublin für Helen Chenevix. Fulton Hobson arbeitete Anfang der 1920er Jahre auch für die Wiederaufbaukommission der der irischen Gesellschaft des Weißen Kreuzes. Das am 1. Februar 1921 gegründete „Irish White Cross“ wurde zur Verteilung von Mitteln des „American Committee for Relief“ in Irland eingerichtet. Ihre genauen Tätigkeiten sind unbekannt. Vermutlich bewertete und kartierte sie Schäden.
Bis 1926 war Hobson in Nordirland, in Aiteanuach, Crawfordsburn, County Down gemeldet, arbeitete aber möglicherweise später in England.
1927 erschien der Artikel „Ireland’s First Women Architects“, der mit Bildern von zwei Häusern in Carnalea und einen Grundriss illustriert war.
1930 führte sie das Geschäft „Dunluce Handcrafts“ in Bushmills, County Antrim, bis sie 1937 ihren Ruhestand antrat. 1947 oder 1948 heiratete sie den 12 Jahre jüngeren, geschiedenen Autor William Forbes Patterson. Mit ihm lebte sie eine Zeit lang in Crawfordsburn, doch ist sie von 1957 bis mindestens 1965 bei der RIBA als Einwohnerin Londons verzeichnet. Sie starb 1978 im Alter von 97 Jahren in Carnalea. Ihr Ehemann war zu der Zeit bereits verstorben.

### Mitgliedschaft im Royal Institute of British Architects
Florence Fulton Hobson wurde 1911 auf Vorschlag von J.G.S. Gibson, E.G. Dawber (von 1925 bis 1927 RIBA-Präsident) und Robert Magill Young als dritte Frau und als erste Frau in Irland als Architektin im Royal Institute of British Architects (RIBA) aufgenommen. Sie konnte kein assoziierte Mitglied werden, da ihr der entsprechende Abschluss fehlte. Voraussetzung für die Alternative einer Lizenziatsmitgliedschaft (LRIBA) war, dass man fünf Jahre als Auftraggeber tätig war oder mindestens zehn Jahre lang Architektur studiert und praktiziert hatte.

### Veröffentlichungen
Sie veröffentlichte Zeitungsartikel, darunter zwei in „The Queen“. Einige der Erfahrungen als Frau in der Architektur wurden im Artikel „Architecture as a Profession“ (Architektur als Beruf) aus dem Jahr 1911 behandelt. Während dieser Artikel junge Frauen mit Talent und Willen bestärkt, Architektin zu werden, scheint ihre unveröffentlichte Autobiografie aus den späten 1960er oder frühen 1970er Jahren zu zeigen, dass sie selbst sich rückblickend mehr von ihrer Berufstätigkeit als Architektin erwartet hatte. Es wird ihr Werdegang nachgezeichnet und in den sozioökonomischen und politischen Kontext in Irland und England eingeordnet. Erster Weltkrieg, Osteraufstand, Bürgerkrieg und Wirtschaftskrise wirkten sich auf die Baukonjunktur aus. Dennoch realisierte sie Häuser für ihre Familie und Freunde sowie für das irische Weiße Kreuz und die Belfast Corporation. Sie entwickelte die Fähigkeit, Wege zur Ausübung ihres Berufes zu finden, die nicht traditionell verliefen, sondern von Widerstandsfähigkeit zeugten.